# هافنارفیورذور

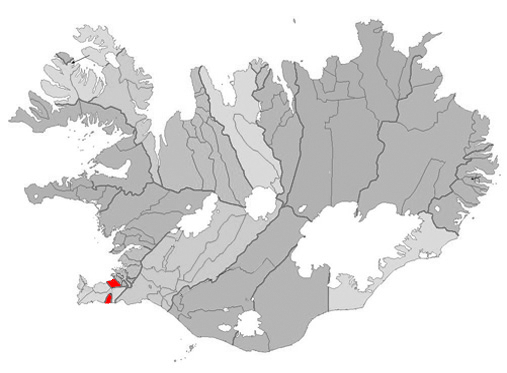

هافنارفیورذور (ایسلندی: Hafnarfjörður) نام شهری در ایسلند است.
این شهر سومین شهر پرجمعیت ایسلند پس از ریکیاویک و کوپاووگور است. این شهر منطقه‌ای صنعتی بوده و فعالیت‌های شهری گوناگونی از جمله یک جشنواره سالانه در آن صورت می‌گیرد.